# Tim Wu

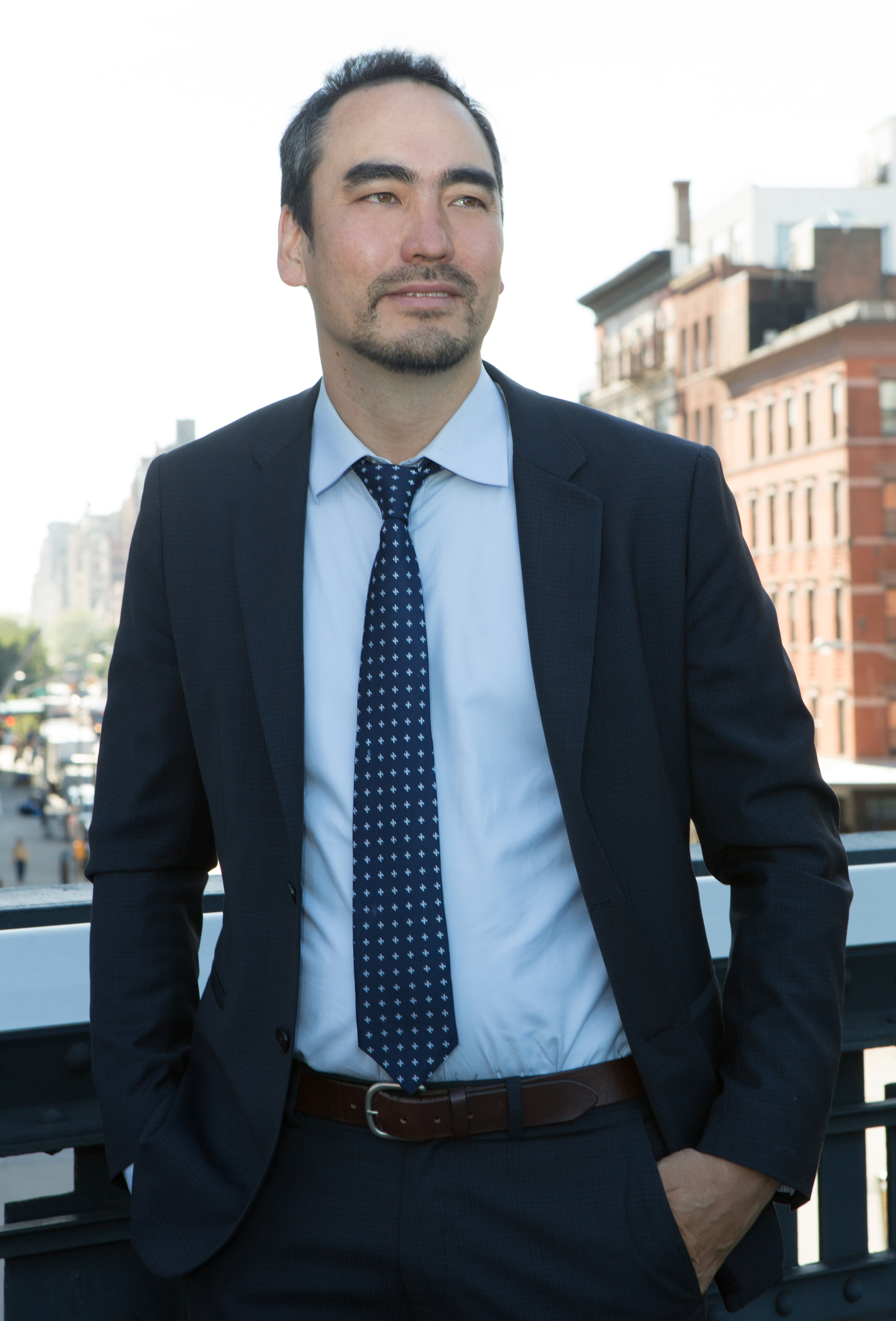
Tim Wu (2014)

Tim Wu (auch: Timothy Wu, * 1972 in Washington, D.C.) ist ein amerikanischer Rechtswissenschaftler, der im Jahr 2003 den Begriff der Netzneutralität prägte.

## Leben
Tim Wu besuchte zeitgleich mit Cory Doctorow eine Grundschule in Toronto und studierte zunächst Biochemie an der kanadischen McGill University. Dort schloss er das Studium im Jahr 1995 ab, bevor er sich der Rechtswissenschaft zuwandte. Der Abschluss an der Harvard Law School erfolgte 1998.
Von 2002 bis 2005 war Wu Dozent an der University of Virginia, bevor er bis 2011 Gastprofessuren an den Universitäten Chicago, Stanford und Harvard wahrnahm. Seit 2006 ist er Isidor and Seville Sulzbacher Professor of Law an der Columbia University Law School. Er lehrt Wettbewerbs-, Urheber- und Telekommunikationsrecht und beschäftigt sich dabei insbesondere mit Rechtsfragen der großen Medienkonzerne. Er befürwortet die Zerschlagung von Facebook, dessen Tochterfirmen und weiterer großer Internetkonzerne.
Neben seiner wissenschaftlichen Laufbahn war Wu 2011 bis 2012 Berater der Federal Trade Commission zu Fragen des Wettbewerbsrechts und des Verbraucherschutzes. 2015/2016 war er Senior Enforcement Counsel and Special Advisor in der Behörde des New York Attorney General. Im Zeitraum 2016/2017 war er während der Regierung Obama Special Adviser des National Economic Council im Weißen Haus.
Im September 2014 trat Tim Wu als Running Mate an der Seite von Zephyr Teachout bei den Vorwahlen der Demokratischen Partei für die Wahl zum Gouverneur von New York an. Sie erhielten 40,1 % der Stimmen und unterlagen damit dem später wiedergewählten Gouverneur Andrew Cuomo und seiner Kandidatin für das Amt der Vizegouverneurin, Kathy Hochul.
2017 wurde Wu in die American Academy of Arts and Sciences gewählt.

## Schriften (Auswahl)
- Network Neutrality, Broadband Discrimination. ID 388863. Social Science Research Network, Rochester, NY 5. Juni 2003 (ssrn.com [abgerufen am 19. Mai 2018]).
- Tim Wu, Jack Goldsmith: Who controls the Internet? Illusions of a borderless world. Oxford University Press, New York 2006, ISBN 978-0-19-515266-1.
- Der Master Switch. Aufstieg und Niedergang der Medienimperien. 1.  Auflage. Mitp, Heidelberg 2012, ISBN 3-8266-9166-0 (englisch: The Master Switch: The Rise and Fall of Information Empires. 2010.).
- The attention merchants. The epic scramble to get inside our heads. First edition Auflage. Alfred A. Knopf, New York 2017, ISBN 978-0-385-35201-7.
- The Curse of Bigness. Antitrust in the New Gilded Age. Columbia Global Reports, New York 2018, ISBN 978-0-9997454-6-5.